# Tani (Yé)
Pour les articles homonymes, voir Tani.
Tani est une commune rurale située dans le département de Yé de la province du Nayala dans la région de la Boucle du Mouhoun au Burkina Faso.